# Dipartimento di San Martín (Santiago del Estero)
San Martín è un dipartimento argentino, situato nel centro della provincia di Santiago del Estero, con capoluogo Brea Pozo.
Esso confina, partendo da nord ed in senso orario, con i dipartimenti di Robles, Sarmiento, Avellaneda, Atamisqui, Loreto, e Silípica.
Secondo il censimento del 2001, su un territorio di 2.097 km², la popolazione ammontava a 9.148 abitanti.
Municipi e “comisiones municipales” del dipartimento sono:
- Brea Pozo
- Estación Robles
- Estación Taboada